# 姑蔑
姑蔑，先秦地名。姑蔑一作姑末、姑妹。
春秋末期越国西部疆界。在今浙江省衢州市东龙游镇，一说在今太湖。前482年，越伐吴，吴国王孙弥庸见到姑蔑之旗。

### 起源
蔑国在夏商时为嬴姓国，弇兹氏的后代，初居于鲁西南，周初东征践奄,姑蔑作为被征服国族,一部分留居鲁地逐渐融入华夏;其主体部分则与徐奄等夷人族群辗转南下越境。姑蔑也被认为是三苗部落的一支。《吕氏春秋》记载：“商人服象，为虐于东夷。周公遂以师逐之，至于江南。”在周朝時，吳越地區是吳國和越國兩國的領土，經過多年的戰鬥和衝突，吳越兩種文化透過相互接觸融合成為一種文化。之後楚國領土擴大到吳越地區並擊敗越國，故江东人项羽自認楚人。隨著楚國滅越，這些地區的华夏部落，三苗部落也融入了吴越民族之中，逐渐形成了今日吴越民系和吳語。